# محمدحسن پیوندی
محمد حسن پیوندی (زاده ۱۹ فروردین ۱۳۲۹ طبس) مدیر اجرایی ایرانی است، که پیشتر به‌عنوان مدیرعامل شرکت تاپیکو فعالیت می‌کرد. وی در سال ۲۰۱۵ در فهرست ۴۰ شخصیت تاثیرگذار صنعت پتروشیمی جهان در رتبه بیستم قرار گرفت.
پیوندی دانش‌آموخته کارشناسی شیمی از دانشگاه فردوسی مشهد و کارشناسی ارشد مهندسی پتروشیمی از دانشکده نفت آبادان، همچنین ام‌بی‌ای از سازمان مدیریت صنعتی می‌باشد. وی فعالیت در صنعت پتروشیمی را از سال ۱۳۵۶ در شرکت پتروشیمی بندرامام آغاز کرد. او در فاصله سال‌های ۱۳۷۷ تا ۱۳۸۹ مدیر برنامه‌ریزی شرکت ملی صنایع پتروشیمی ایران بود. پیوندی از سال ۱۳۹۲ تا ۱۳۹۵ بعنوان معاون مدیرعامل و عضو اصلی هیئت مدیره شرکت ملی صنایع پتروشیمی ایران فعالیت می‌کرد.